# Cerconychia
Cerconychia is een geslacht van steenvliegen uit de familie Styloperlidae. De wetenschappelijke naam van het geslacht is voor het eerst geldig gepubliceerd in 1913 door Klapálek.

## Soorten
Cerconychia omvat de volgende soorten:
- Cerconychia brunnea Klapálek, 1913
- Cerconychia livida Klapálek, 1913
- Cerconychia sapa Stark & Sivec, 2007
- Cerconychia sinensis Yang & Yang, 1995